# Real Academia Provincial de Bellas Artes de Cádiz
La Real Academia Provincial de Bellas Artes de Cádiz tiene su origen en 1777. En 1778 obtuvo el rango de academia.

## Historia
Es delegada de la Real Academia de Bellas Artes de San Fernando de Madrid. Está asociada al Instituto de España. Pertenece al Instituto de Reales Academias de Andalucía y a la Confederación Española de Centros de Estudios Locales del Consejo Superior de Investigaciones Científicas.
Ha contribuido a la conservación del patrimonio histórico-artístico de la ciudad. Fue fundadora del Museo de Cádiz, donde tiene, en calidad de depósito, la mayor parte de su colección artística.
Regentó la Escuela de Tres Nobles Artes gaditana, que desapareció a finales del siglo XIX.

## Mujeres en la Real Academia
En el año 1852 se creó una "clase para señoritas", siendo la primera establecida en Andalucía. En el Acta de la sesión pública celebrada en la Academia en diciembre de 1853 se indicaba que aunque inicialmente se temió que no hubiese alumnas interesadas, "la experiencia les ha hecho ver que las jóvenes gaditanas no desdeñan, antes bien desean adquirir instrucción, cuando se las trata y considera con la galantería y finura que por su sexo y circunstancias tienen derecho a exigir, y que con razón debían esperar de la Corporación que tiene a su cargo al enseñanza de las Bellas Artes en la culta Cádiz".
Entre las asignaturas que se impartían en ese primer momento se encontraban las de dibujo del natural, pintura a través de la copia de cuadros y ropajes, así como paisaje, flores o geometría elemental. Sin embargo, las materias impartidas a las alumnas no eran las mismas que se enseñaban a los varones, quienes recibían formación en aritmética, dibujo lineal y de adorno, dibujo del natural, anatomía pictórica o perspectiva entre otras. En ambos casos las asignaturas se organizaban en Estudios Elementales y Estudios Superiores.
A lo largo del siglo XIX varias mujeres artistas fueron nombradas académicas de mérito y supernumerarias. Fue el caso de Victoria Martín Barihé y Ana Gertrudis de Urrutia, nombradas académicas de mérito en 1847 (Martín Barihé se convirtió también en académica supernumeraria en 1859) o de Alejandrina Anselma de Gessler y Shaw, nombrada académica supernumeraria en 1871.